# Джебраилов, Микаил Ахмедия оглы
Микаил Ахмедия оглы Джебраилов (азерб. Mikayıl Əhmədiyə oğlu Cəbrayılov; 27 апреля 1952 года — 15 декабря 1990 года) — азербайджанский советский офицер милиции, старший лейтенант, участковый инспектор Шекинского городского отдела внутренних дел. Национальный Герой Азербайджана.

## Биография
Родился 27 апреля 1952 года в селе Охуд Шекинского района в семье участника французского Сопротивления Ахмедии Джебраилова. После окончания средней школы поступил в Бакинскую среднюю специальную школу милиции им. Н. Ризаева, окончив которую в 1971 году поступил на службу в отдел милиции города Шеки. В 1978 году лейтенант Джебраилов стал участковым инспектором милиции.

### Карабахский конфликт
12 декабря 1990 года старший лейтенант милиции Микаил Джебраилов во главе группы из четырёх сотрудников милиции был командирован в Карабах. Их задачей была охрана азербайджанского села Джамилли. Спустя некоторое время группа милиционеров во главе с Микаилом отправилась за зерном для жителей Джамилли в соседнее село Косалар. 15 декабря по дороге Джамилли — Косалар группа Джебраилова попала в засаду армянских боевиков. Один из группы, сержант милиции, пал от руки снайпера. Вскоре и сам Микаил получил ранение в плечо. Согласно азербайджанским источникам, продолжая оказывать сопротивление, Микаил Джебраилов погиб на поле боя.
На момент гибели был женат, являлся отцом четырёх детей. Похоронен в родном селе Охуд. Указом Президиума Верховного Совета СССР награждён орденом Красной Звезды (посмертно).

## Память
Указом исполняющего обязанности президента Азербайджанской Республики Исы Гамбарова № 831 от 6 июня 1992 года старшему лейтенанту милиции Джебраилову Микаилу Ахмедия оглы за личное мужество и отвагу, проявленные во время защиты территориальной целостности Азербайджанской Республики и обеспечение безопасности мирного населения, посмертно было присвоено звание Национального Героя Азербайджана.
Имя Микаила Джебраилова носит одна из улиц города Шеки.
На кладбище села Охуд, где похоронен Джебраилов, установлен памятник над могилой Национального героя.
В Историко-краеведческом музее города Шеки имени Рашид-бека Эфендиева выставлены личные вещи Микаила Джебраилова, найденные при нём после гибели.
В 2018 году азербайджанскими кинематографистами снят документальный фильм о Микаиле Джебраилове.  

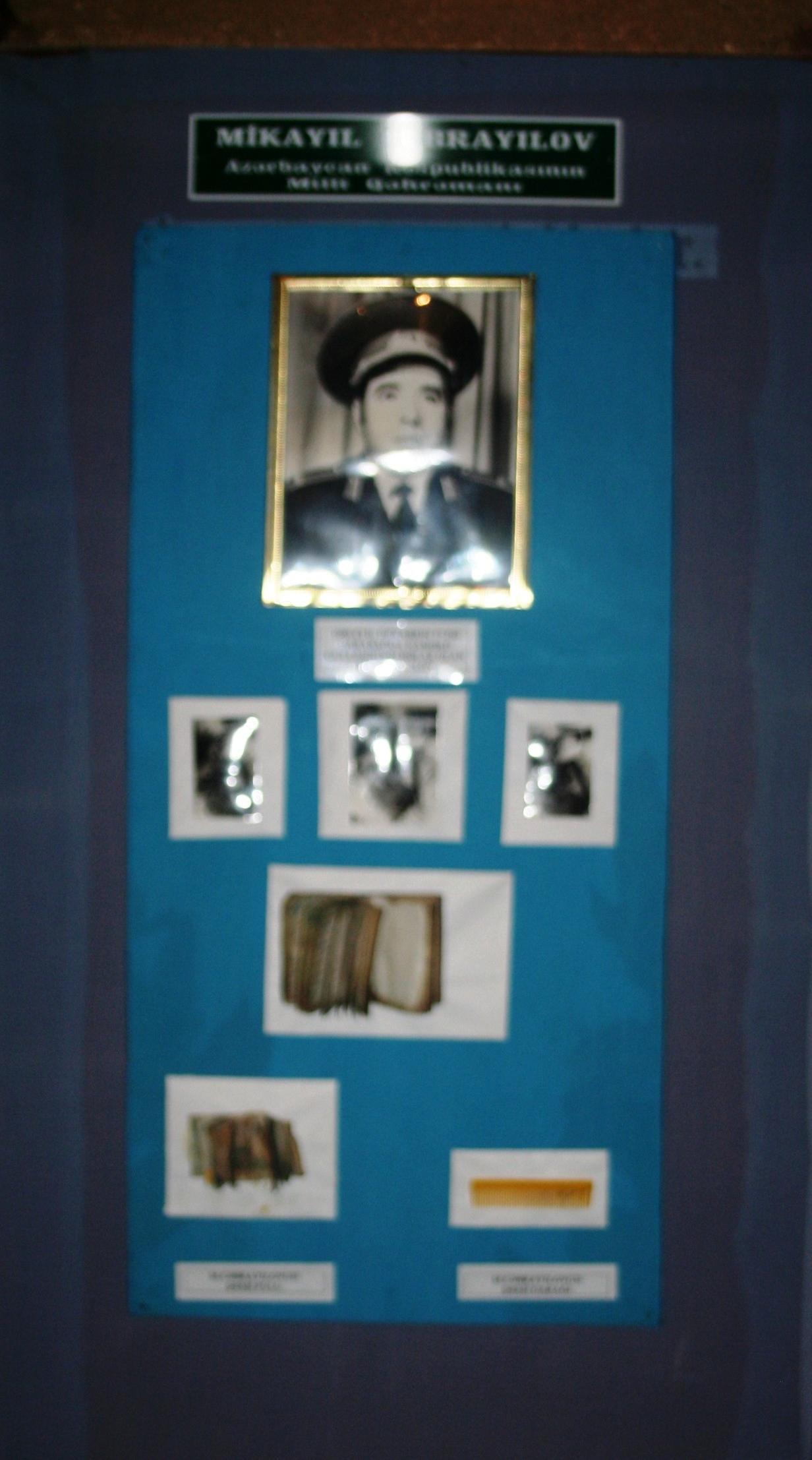
Выставка, посвящённая Джебраилову, в Историко-краеведческом музее города Шеки
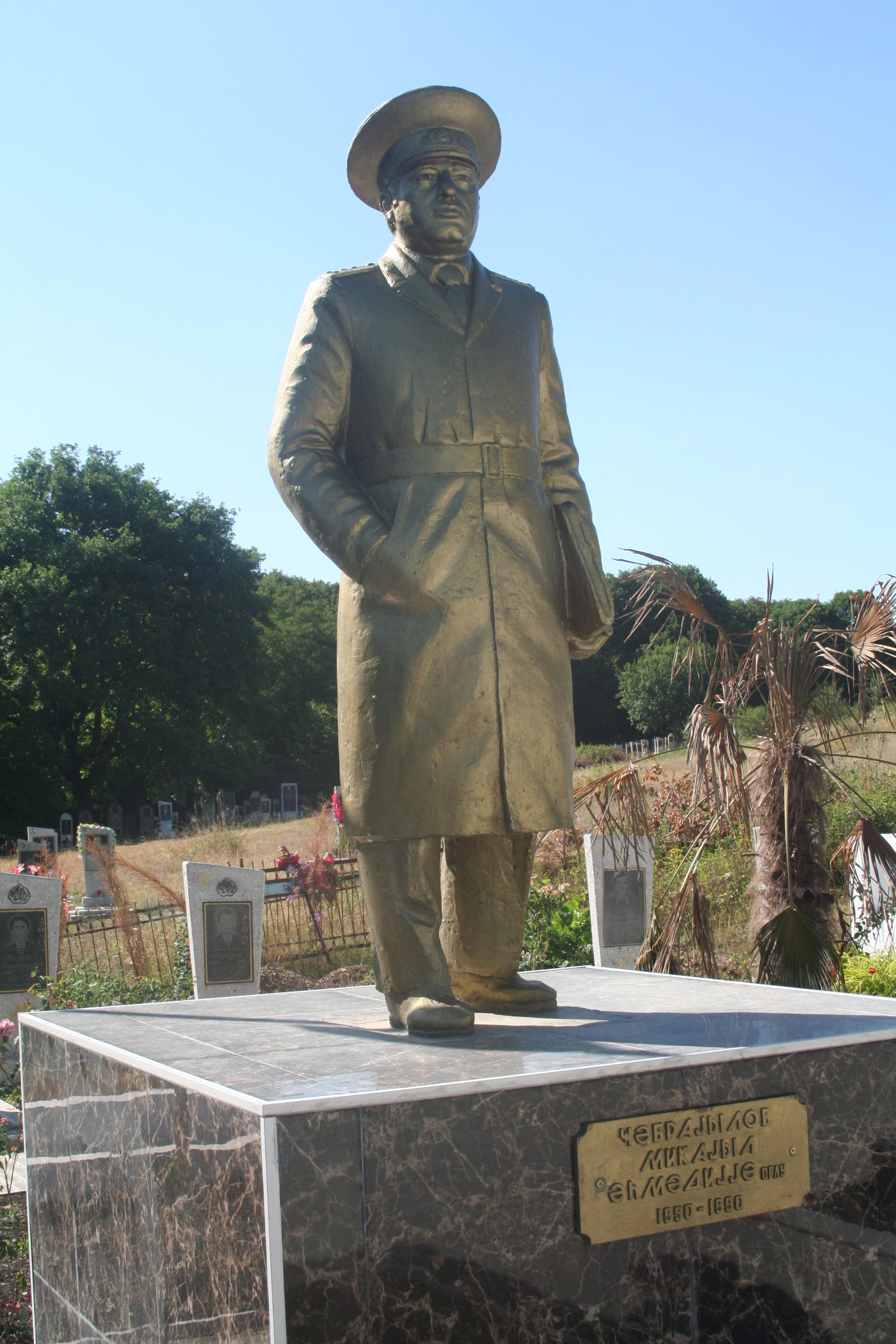
Памятник Микаилу Джебраилову над его могилой на кладбище села Охуд

Личные вещи Джебраилова, найденные при нём после гибели
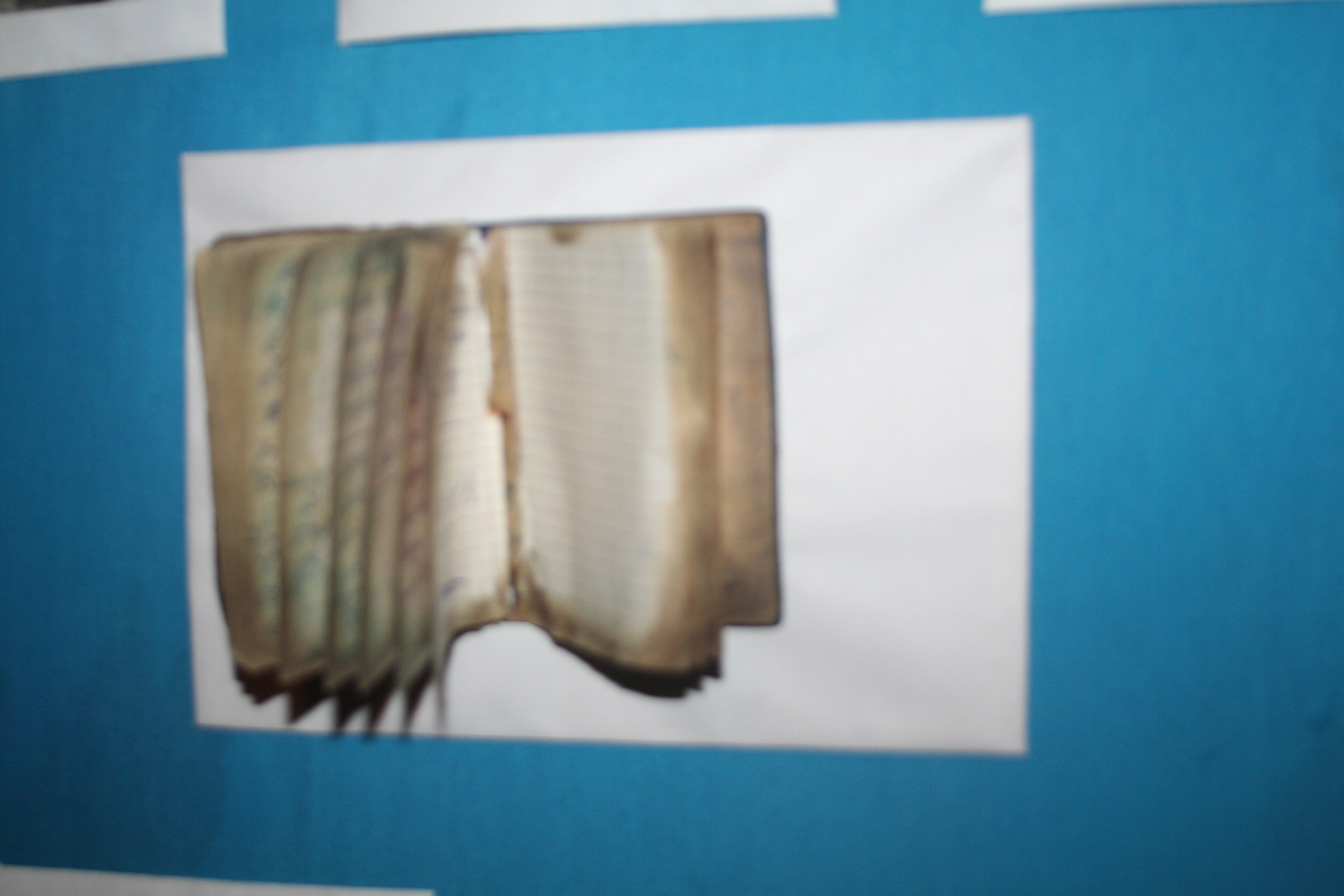
Блокнот
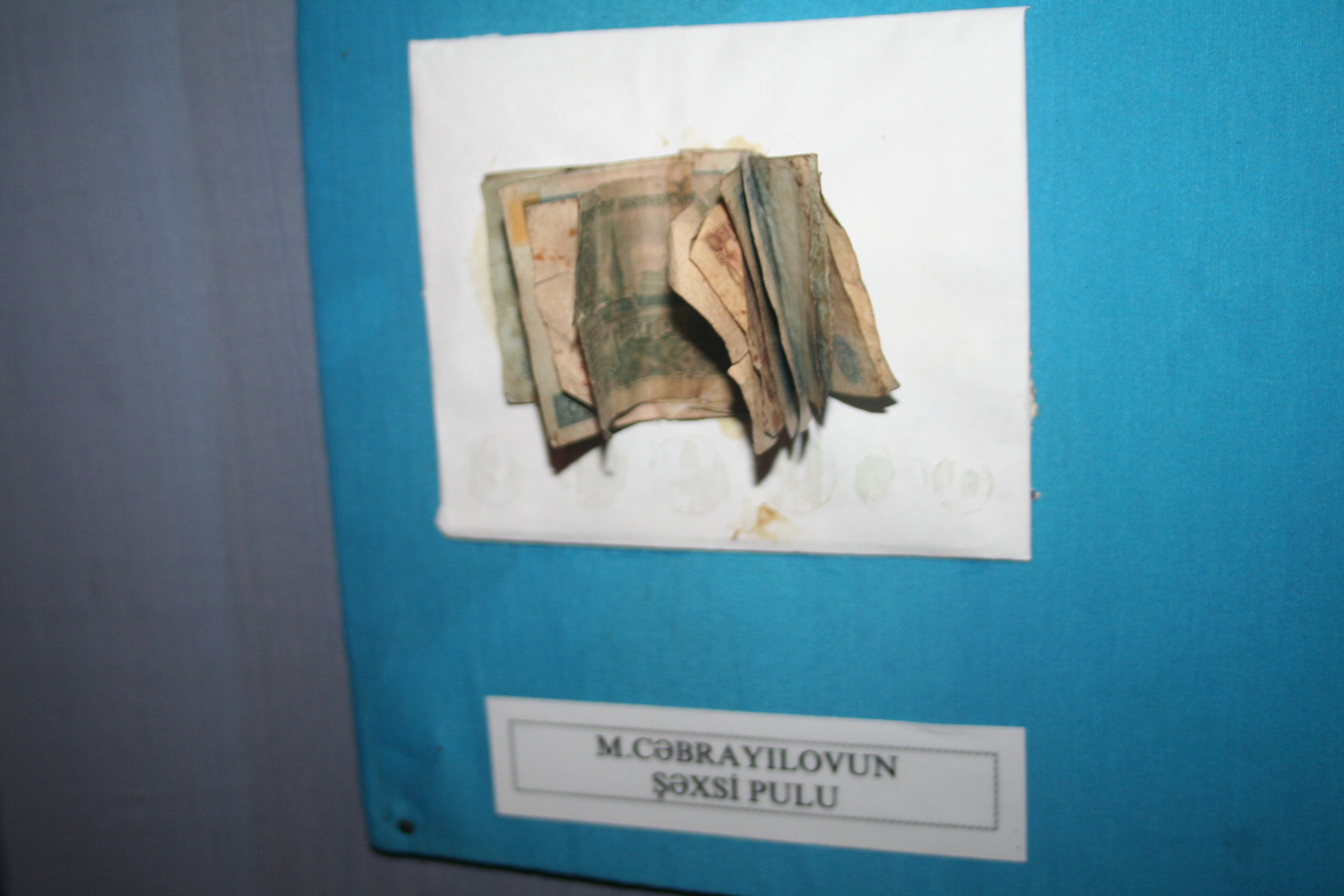
Деньги
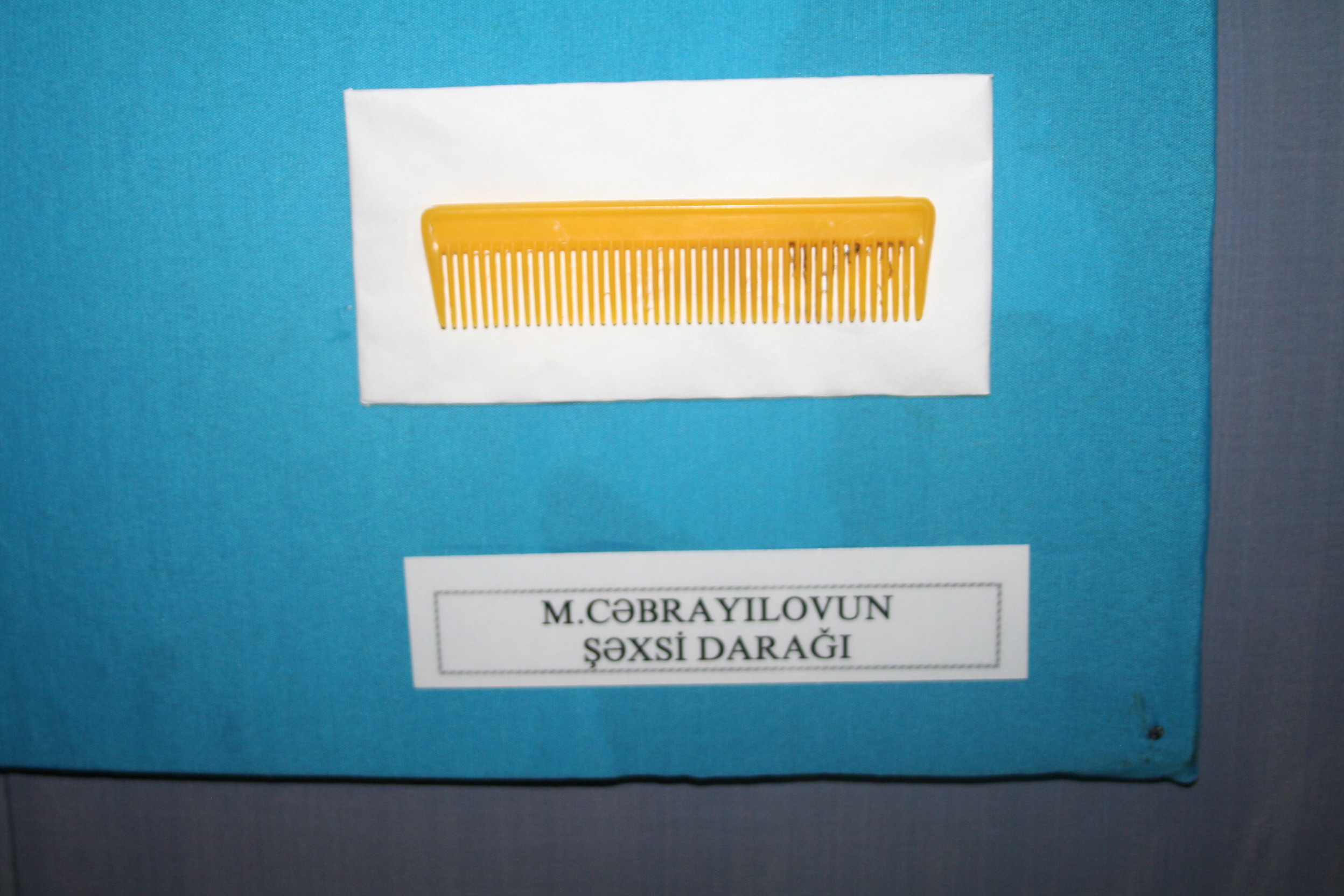
Расчёска